# Roland Burger
Roland Burger (ur. w 1932 w Paryżu, zm. w sierpniu 2005 w Madrycie) – francuski judoka.
Brązowy medalista mistrzostw Europy w 1958. Trzeci na mistrzostwach Francji w 1957 i 1958 roku.